# Уткин, Владимир Валерьевич
Владимир Валерьевич Уткин (род. 23 января 1969, Москва) — российский спортивный менеджер, актёр, президент Общероссийского общественного фонда поддержки и развития спорта РФ (с 2010 года), член Общественного совета при Министерстве спорта РФ.
В 2007—2009 годах возглавлял футбольный клуб «Дмитров» (Московская область) в должности генерального директора. В 2010—2011 годах — исполнительный директор футбольного клуба «Торпедо-ЗИЛ» (Москва).

## Биография
Владимир Уткин родился 23 января 1969 года в Москве. Окончил Московский педагогический государственный университет по специальности «Преподаватель общетехнических дисциплин информатики и вычислительной техники». Одновременно с обучением в университете прошёл Высшие курсы по спортивным дисциплинам и получил диплом «Инструктор по футболу». В 2006 году окончил аспирантуру Московского государственного областного университета, защитив диссертацию на тему «Методика формирования практических навыков выпускников факультета технологии и предпринимательства».

## Карьера
В 1994—1998 годах работал заместителем генерального директора кинотеатра «Гавана» на Шереметьевской улице в Москве (в 2011 году на месте кинотеатра открылся Московский молодёжный центр «Планета КВН»).
В 2000-х годах начал карьеру спортивного функционера, последовательно занимал руководящие должности в нескольких футбольных клубах.
В 2006 году стал президентом женского футбольного клуба «Дана» в Москве. В 2007—2009 году возглавлял профессиональный футбольный клуб «Дмитров» из одноимённого города Московский области. Под руководством Владимира Уткина клуб в 2008 году получил профессиональную лицензию и начал выступать во втором дивизионе России (в 2013 году переименовано в Первенство Профессиональной футбольной лиги).
В 2009—2010 годах Владимир Уткин перешёл в футбольный клуб «Волга» (Тверь). В этом сезоне клуб смог выйти в 1/4 финала Кубка России, что стало лучшим достижением за всю историю существования «Волги».
В 2010—2011 годах был исполнительным директором футбольного клуба «Торпедо-ЗИЛ» (Москва). Во время руководства Владимира Уткина команда так же провела свой лучший сезон, заняла 2-е место в зоне «Запад» Второго дивизиона и претендовала на выход в Первый дивизион.
После расформирования клуба «Торпедо-ЗИЛ» Владимир Уткин перешёл к общественной деятельности и стал президентом Общероссийского общественного фонда поддержки и развития спорта Российской Федерации (с 2011 года). За девять лет специалистами Фонда были разработаны и запущены программы развития спорта, в 2019 году Фонд выступил организатором Чемпионата мира по пляжному футболу среди клубов (BSWW Mundialito de clubes 2019).

## Общественная деятельность
Является:
- Членом-корреспондентом Академии наук социальных технологий и местного самоуправления.
- Президентом Общероссийского Общественного Фонда Поддержки и Развития Спорта Российской Федерации[9].
- Заместителем председателя общественного проекта «Обеспечение безопасности дорожного движения».
- Членом Президиума Российского совета по культуре поведения на дорогах[10].
- Вице-президентом по спорту, туризму и молодёжной политике Общероссийской движения «Россия — наш дом».
- Создателем и председателем Общероссийской общественной организации по развитию спорта, политики и культуры Российской Федерации «Звезда России»[11].
- Входит в состав Наблюдательного совета ФК «Химки» (Московская область)[12].